# 聖公會奉基小學

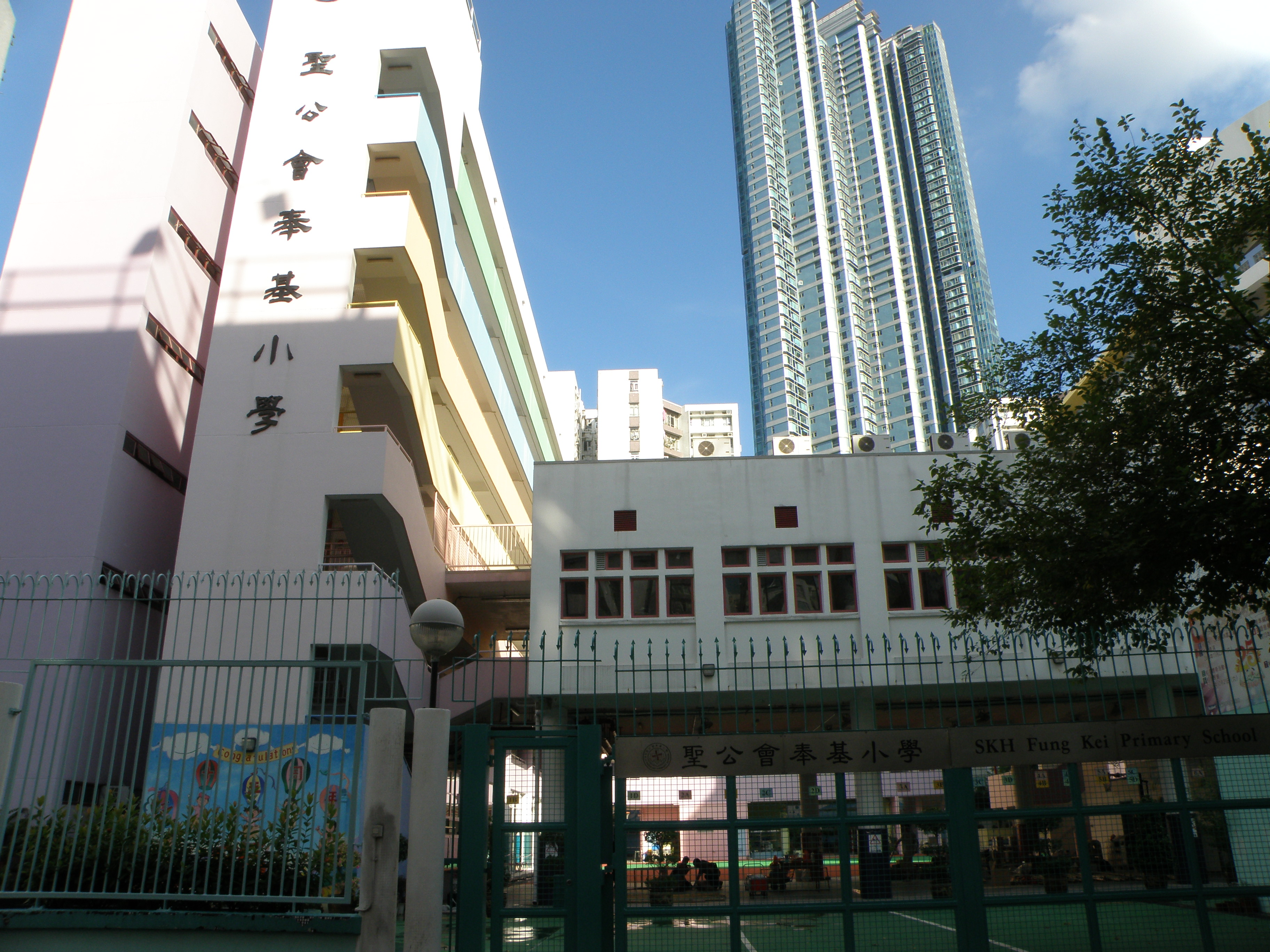
聖公會奉基小學西北面

聖公會奉基小學（英語：Sheng Kung Hui Fung Kei Primary School）是一間位於九龍紅磡黃埔花園的全日制津貼男女小學，前身為1968年創校、以聖公會小學監理委員會首任副主席彭約榮命名的聖公會約榮小學（英語：Sheng Kung Hui Yeuk Wing Primary School）。由於此校遷建費用由林護基金會捐贈，為紀念林護公之續配林何奉基女士，故易名為「奉基」。此校於1988年遷至現址創校，校訓為「非以役人，乃役於人」。

## 簡介
該校前身為位於黃大仙慈民邨的聖公會約榮小學（重建後為慈安苑安欣閣），與慈民邨第61座（民智樓）西側呈90度相連，於1968年9月創立，為一所半日制小學。
慈民邨61-65座與相連的兩所「火柴盒」小學（包括約榮小學）於1985年被列為危樓，因此需於1989年清拆。由於在慈雲山區內辦學表現優異，約榮小學獲安排遷往現址繼續辦學，於1988年9月1日起正式開課。但由於新址距離慈雲山邨甚遠，加上以「留師不留生」方式遷校，不少學生因而要轉校至區內其他未清拆小學繼續學業。
該校與其他聖公會小學監理委員會屬校一樣，均以「非以役人，乃役於人」作校訓。

## 歷史
- 1968年：約榮小學連同慈雲山邨61座（後劃入慈民邨，易名民智樓）落成開課，分為上、下午校，並附設教會慈光堂，首年招收小一及小三學生。
- 1985年11月21日：約榮小學校舍連同慈民邨61-65座被房屋署列為危樓，需按「擴展重建計劃」於1989年清拆。
- 1988年8月28日：約榮小學舊校在附屬教會-聖公會慈光堂舉行最後一次主日崇拜後正式關閉，並於三日後遷往現址，而慈光堂則遷往原址附近新建的獨立會址。
- 1988年8月30日：約榮小學位於黃埔花園的新校舍獲發入伙紙[3]。
- 1988年9月1日：約榮小學正式由慈民邨遷往現址開課，易名奉基小學。由於遷校後資源有限，初期僅為半日制，一至五年級共設有11班（一年級4班、二至四年級各2班、五年級1班），全為上午班，翌年（1989年）才重設下午班。
- 1989年4月10日：奉基小學正式獲准以更改後的校名註冊，而舊有「約榮小學」校名自同日起成為歷史[4]。
- 2000年：學校新翼落成。
- 2001年9月：轉為全日制，上午校留在原校上課，下午校的學生則遷往毗鄰的聖公會奉基千禧小學上課。
- 2008年：20周年紀念。學生活動廣場落成。
- 2013年：25週年銀禧校慶，舉辦了一連串的活動。
- 2018年：30週年校慶，以「承卓越，愛拓新」為主題，舉辦了一連串的活動[5]。

## 設施
- 24個課室
- 有蓋及露天操場
- 禮堂
- 電腦室(STEM Lab)
- 視藝室
- 音樂室
- 輔導室
- 中央圖書館
- 學生活動中心
- 學生活動廣場
- 籃球機
- 有機菜園
- 環保資源中心
- English Cottage
- 校園電視台

## 歷任校監

### 約榮小學時代
- 黎澤倫先生（？-1988年）

### 奉基小學時代
- 黎澤倫先生（1988年-約2000年代）[6]
- 張樹萱牧師

## 歷任校長

### 約榮小學時代
- 黃羨雲 法政牧師（1966年-1973年，上午校創校校長）（身兼慈光堂牧師，由聖三一堂調任）
- 黃楨 先生（1973年-1988年，上午校第二任校長暨下午校副校長）（已離世）
- 黃錦標 先生（？-1984年，下午校校長暨上午校副校長，後平調至聖公會聖彼得小學）
- 區仕巧 女士（1984年[7]-1988年，下午校校長[8]，由聖公會基顯小學調升）

### 奉基小學時代
- 劉筱基 女士（1988年[3]-，上午校第三任校長暨總校長）[6]
- 李振英 先生（1989年-？，下午校校長，後平調至聖公會靜山小學）
- 李有斌 先生（？-2001年，下午校末任校長，後過渡至奉基千禧小學）[9]
- 關寶森 先生[10]
- 鄭秀薇 女士
- 翁少珊 女士（2010年-2022年，原為中華基督教會全完第一小學校長）
- 黃悦明 博士（2022年起，現任校長，原為仁愛堂田家炳小學校長）

## 歷任副校長

### 奉基小學時代
- 陳瑋琪女士
- 朱賢賢女士
- 李偉全先生

## 著名教師
約榮小學時期
- 徐贊生：香港聖公會東九龍教區首任主教及榮休主教[11]
- 連文嘗：前培僑小學校長

## 著名/傑出校友
約榮小學時期
- 林漢明[12]：香港中文大學生物化學系教授暨新亞書院紫霞樓舍監，因研究基因改造大豆作物而著名 (1973年上午校畢業)
- 魏志豪：東區區議員、曾於蘋果公司任職開發人員 (1982年上午校肄業，之後轉至聖公會兆強小學)

奉基小學時期
- 張艷蕾：香港中文大學眼科及視覺科學學系助理教授 (1990年畢業)
- 黃學穎：2016年度香港傑出運動員—香港最佳運動隊伍 (香港拯溺女子拋繩拯救隊) (1999年畢業)
- 吳翠華：2016年度香港傑出運動員—香港最佳運動隊伍 (香港拯溺女子拋繩拯救隊) (2006年畢業)
- 彭建樺：無綫電視新聞主播 (2004年畢業)
- 徐天佑：香港歌手及演員、男子組合 Shine 成員之一
- 李亮葵︰前香港女子游泳代表隊成員，2006年卡塔爾多哈亞運4x100米自由泳接力賽季軍
- 張健達：香港男子游泳運動員 (2004年畢業)
- 卓銘浩：香港男子游泳運動員[13](2013年畢業)
- 梁興傑：香港男子足球代表隊運動員（2001年畢業）
- 林博：九龍城土瓜灣南區議員（1997年上午校）
- 黃曦誼（黃曉文）：香港女藝人及模特兒（2014年畢業）

## 外部連結
- 聖公會奉基小學網站 （页面存档备份，存于）
- 聖公會奉基小學Facebook專頁
- 聖公會奉基小學Instagram
- 聖公會奉基小學校園電視台 （页面存档备份，存于）